# Oskar Krancher

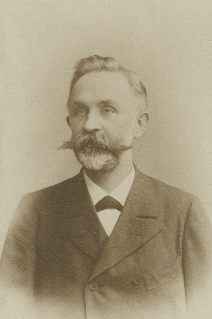
Oskar Krancher

Paul Oskar Krancher (* 11. April 1857 in Schneeberg; † 18. August 1936 in Leipzig) war ein deutscher Realschullehrer und Naturwissenschaftler.

## Leben
Der Sohn des Lehrers und Apidologen Ludwig Krancher und dessen Ehefrau Pauline geb. Polster, besuchte die Realschule in Crimmitschau und das Realgymnasium in Zwickau. 1876 erfolgte seine Immatrikulation an der Universität Leipzig für die Fächer Chemie und Naturwissenschaften. Er war ein Schüler von Rudolf Leuckart. 1881 veröffentlichte er seine Dissertation zum Thema Der Bau der Stigmen bei den Insekten. Nach dem Abschluss seines Studiums schlug er die Lehrerlaufbahn ein. Von 1895 bis zu seinem Ruhestand 1922 war er Fachlehrer für Naturkunde und Biologie an der II. städtischen Realschule zu Leipzig-Reudnitz, an der er im Laufe seiner Amtszeit zum Professor und Oberstudiendirektor ernannt wurde.
Bekanntheit erlangte Krancher durch seine wissenschaftlichen Publikationen zur Bienenzucht und als Begründer des Periodikums Entomologisches Jahrbuch, das er seit 1891 bis zu seinem Tode herausgab.
Die Universität Leipzig berief ihn ab 1910 an ihr Landwirtschaftliches Institut als Leiter der Abteilung Bienenzucht. In dieser Funktion hielt er regelmäßig apidologische Vorlesungen.
1926 wurde er zum Ehrenmitglied der Entomologischen Gesellschaft ernannt.
Sein Grab befindet sich auf dem Südfriedhof in Leipzig.

## Werke
- Entomologisches Jahrbuch: Kalender für alle Insekten-Sammler für das Jahr … Herausgeber: Oskar Krancher, Druck und Verlag von Frankenstein & Wagner, Leipzig 1892–1938 (digitalisierte Entomologische Jahrbücher. In: ZOBODAT.at. OÖ Landes-Kultur GmbH).

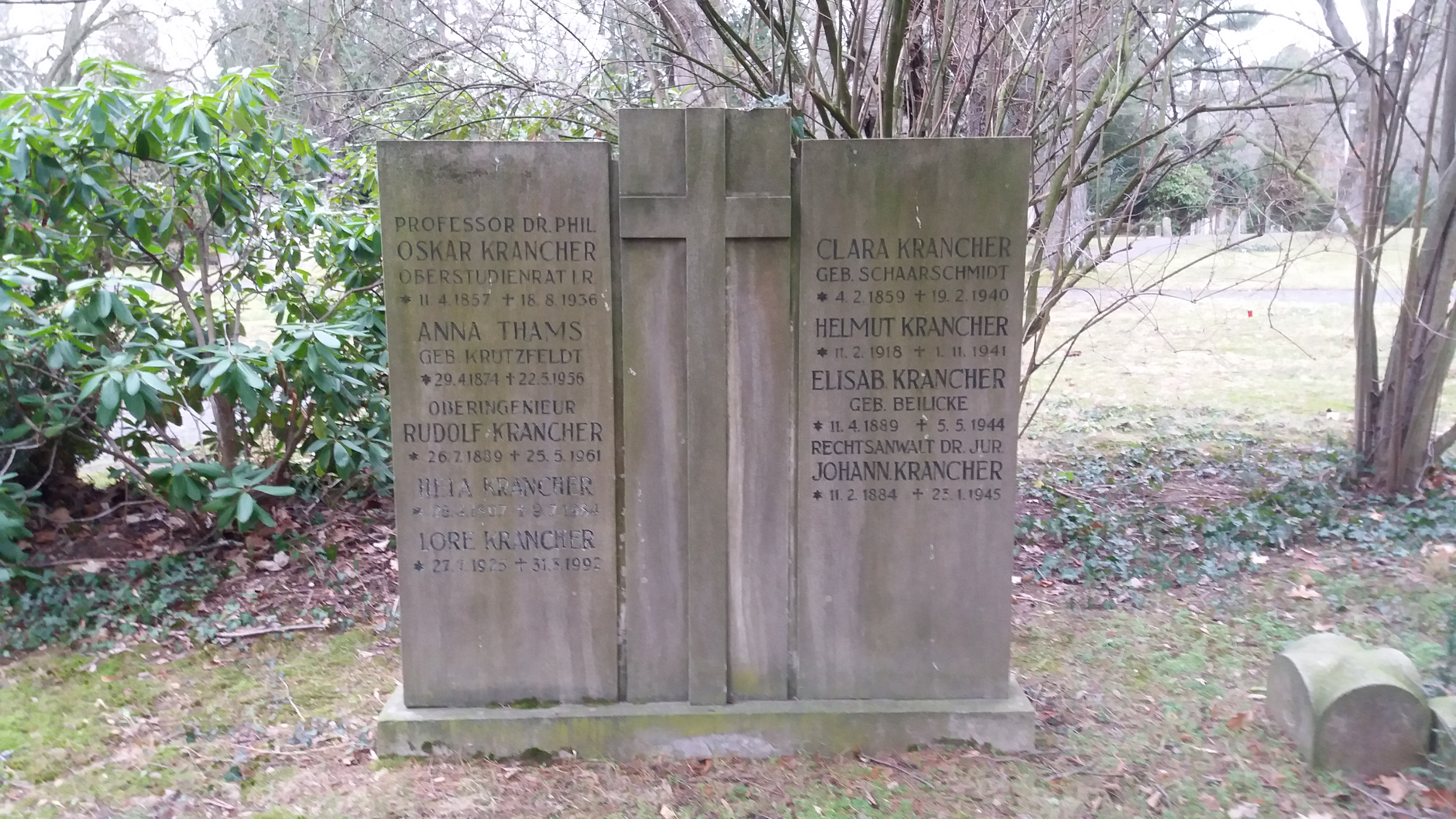
Grabstätte Familie Oskar Krancher

- Oskar Krancher, Traugott Ludwig Krancher: Kleines Lexikon der Bienenzucht und Bienenkunde. Leipzig 1908.
- Oskar Krancher: Soll ich Bienenzucht treiben? Dresden 1917.
- Oskar Krancher: Leben und Zucht der Honigbiene. 2. Auflage. Magdeburg 1922.
- Oskar Krancher: Erlebtes und Erprobtes aus dem Gebiete der praktischen Entomologie. Stuttgart 1922.
- Oskar Krancher, Ernst Uhmann: Die Käfer, ihr Bau und ihre Lebensweise. Wiesbaden 1924.
- Oskar Krancher: Biene und Bienenzucht. Leipzig 1927.